# 郡夫人
郡夫人，命妇封号名。唐朝、宋朝设置。
唐朝初期，郡夫人为外命妇封号，位次于国夫人。唐朝中后期，成为妃嫔封号。从唐宣宗时册封的实例看，位在才人之下。宋朝时郡夫人地位在国夫人之下，淑人之上。以封执政、东宫三太、文武二品、御史大夫、六尚书、两省侍郎、太常卿、留守、节度使、诸卫上将军、嗣王、郡王、国公、郡公、县公之妻。宋徽宗政和二年（1112年），规定执政以上官员可以得封郡夫人。